# Omicidio di Appin
L'omicidio di Appin (in inglese Appin Murder, in gaelico scozzese Murt na h-Apainn) è un noto caso di omicidio commesso nel 1752 ad Appin, nell'ovest della Scozia. Avvenuto nel tumulto che seguì l'insurrezione giacobita, è parte del romanzo di Robert Louis Stevenson Il ragazzo rapito (Kidnapped) e del suo seguito  Catriona.

## Storia
Il 14 maggio 1752 Colin Roy Campbell di Glenure, conosciuto come The Red Fox (la volpe rossa), inviato del governo per requisire le proprietà del clan Stewart nel nord dell'Argyll, fu ucciso da un colpo di fucile nel bosco di Lettermore. Le ricerche del colpevole si concentrarono subito sul clan locale, gli Stewart di Appin, che avevano di recente subito lo sfratto dalle proprie terre su ordine di Campbell. Dopo la fuga di Allan Stewart (o Alan Breck Stewart), il principale sospettato, fu arrestato James Stewart (conosciuto anche come Seumas 'a Ghlinne, James del Glen), uno degli ultimi leader degli Stewart.
Sottoposto a processo, fu però chiaro che non era coinvolto direttamente con l'omicidio, ma fu giudicato colpevole "in airts and pairts" (in pratica considerato un complice) da una giuria composta da molti elementi del clan Campbell e da loro sostenitori. Il giudice del processo era il Duca di Argyll, capo dei Campbell. James fu impiccato l'8 novembre 1752 sopra lo stretto di Ballachulish, vicino all'attuale entrata meridionale del Ballachulish Bridge. James Stewart morì dichiarando la sua innocenza e recitando il 35° salmo prima di salire sul patibolo. Il suo corpo rimase esposto per 18 mesi fino all'aprile 1754.

### Sviluppi successivi
Nel 2001 un'ottantanovenne discendente degli Stewart di Appin, Anda Penman, rivelò quello che dichiarò essere un antico segreto di famiglia: l'omicidio era stato organizzato da quattro giovani Stewart e che l'esecutore materiale era stato Donald Stewart of Ballachulish,  tra loro il miglior tiratore. Un libro pubblicato nel 2004 appoggia a tesi.
In Walking With Murder: On The Kidnapped Trail (2005), Ian Nimmo ha affrontato il mistero di chi abbia sparato a Colin Campbell, applicando moderni metodi di investigazione sui documenti del caso, inclusi due rapporti post-mortem. Secondo Nimmo, non fu Alan Stewart a sparare e la verità su sull'omicidio è nascosta dalla famiglia Stewart da 250 anni.